# Centre d'Estudis Lacetans
El Centre d'Estudis Lacetans (CEL) és una entitat solsonesa que té com a objectius el promoure i divulgar la recerca, difusió, estudi i conservació del patrimoni natural i cultural del Solsonès. L'entitat es va fundar l'any 1996 i actualment compta amb uns 180 socis. Compta amb les seccions d'Arqueologia, natura, història i fotografia.

## Exposicions
- Exposició Fem memòria. La guerra civil a través de les vostres fotografies, conjutament amb el Memorial Democràtic (maig 2010)[4]
- Mostra sobre la memòria històrica (setembre 2009)[5]

## Publicacions
- Oppidum: revista de divulgació científica i cultural que l'entitat publica conjuntament amb l'Arxiu Comarcal del Solsonès.[6]
- Estudis i textos del Solsonès